# Paul Goldstein
| Estadísticas de Paul Goldstein | Estadísticas de Paul Goldstein   |
| ------------------------------ | -------------------------------- |
| Origen:                        | Washington D. C., Estados Unidos |
| Fecha de nacimiento:           | 4 de agosto de 1976              |
| Altura:                        | 1.77 m                           |
| Peso:                          | 71 kg                            |
| Juego:                         | Diestro                          |
| Profesional desde:             | 1998                             |
| Retiro:                        | -                                |
| Mejor Ranking ATP en Singles:  | 58º                              |
| Mejor Ranking ATP en Dobles:   | 69º                              |

Paul Goldstein es un jugador profesional de tenis nacido el 4 de agosto de 1976 en Washington, Estados Unidos.

## Títulos (0)

### Dobles (0)
| Leyenda                |
| Grand Slam (0)         |
| Tennis Masters Cup (0) |
| ATP Masters Series (0) |
| ATP Tour (0)           |

### Finalista en dobles (4)
- 2000: Brighton (junto a Jim Thomas, pierden ante Michael Hill y Jeff Tarango)
- 2003: San José (junto a Robert Kendrick, pierden ante Hyung-Taik Lee y Vladímir Volchkov)
- 2006: San José (junto a Jim Thomas, pierden ante Jonas Björkman y John McEnroe)
- 2006: Indianápolis (junto a Jim Thomas, pierden ante Andy Roddick y Bobby Reynolds)
- 2006: Tokio (junto a Jim Thomas, pierden ante Ashley Fisher y Tripp Phillips)